# 海關博物館
海關博物館是一座位於臺灣臺北市大同區的博物館，該博物館由中華民國財政部關務署於1996年成立，並收藏具有與海關相關等文物之物件。

## 沿革
財政部關務署最早前身為清咸豐四年（1854年）成立的「中国海关总税务司」，海關除了具備豐富國庫的財政功能，促進經濟發展之外，更承擔著查緝不法和維護社會安全的重要社會功能。為了永久保存紀錄海關成長的文物，1987年起，海關總稅務司署始籌備成立博物館，後在1991年2月3日更名為「財政部關稅總局」，以及1996年新建海關大樓後，海關博物館正式啟用，並免費向大眾開放參觀。
2015年，為落實海峽兩岸海關合作協議及擴大合作關係，兩岸海關於ECFA海關合作工作小組第5次會議中達成交流之共識，並於104年3月11日至12日在臺北舉行交流會議，中方由海關總署海關博物館李主任海勇等4人來臺與會。
2016年，海關博物館大廳經過全面翻新工程。2020年，由於受到嚴重特殊傳染性肺炎臺灣疫情影響，該博物館導入前揭系統，除提升管理專業並利用系統整合優勢，將典藏文物改以數位化方式供民眾線上查詢利用。首波數位化優先將典藏21件國有珍貴文物完成基本修復、詮釋、整飭及建立數位圖檔。

## 設施
海關博物館共劃分為兩層樓層，共設有5個展示區。其中一樓主要展示燈塔助航設備「海物燈塔區」、海關在各個階段配合國家政策查緝的非法物品「查緝走私區」以及海關各時期通關需要所使用的文物的「通關作業區」。二樓則主要展示自海關總稅務司署時期、臺灣海關史相關之歷史文物，包括蔣中正先生手書「關稅自主」、清朝時期的通關文件、稅專影集、稅專上課科目及其任課老師簽名的畢業證書、海關旗、關防、查驗章、早期海關制服、帽徽、關員檢查憑證、烙原木的烙鐵、一塊於1996年於高雄市發現並移至收藏的臺灣關地界碑。該物件依「文化資產保存法」指定為重要古物，此外，博物館則展示與各國海關交流受贈之制服與文物。

## 外部連結
- 海關博物館 - 官方網站 （页面存档备份，存于）